# Heilige Drievuldigheidskerk (Windwardside)
De Heilige Drievuldigheidskerk (Engels: Holy Trinity Church) is een kerk in het dorp Windwardside op het Caribisch-Nederlandse eiland Saba. Ze behoort tot de anglicaanse stroming van het protestantisme.

## Geschiedenis
De Heilige Drievuldigheidskerk van Windwardside, de tweede anglicaanse kerk op het eiland, werd gefinancierd door een contributie van 
ƒ 3000 van de Nederlandse overheid en de Nederlandse Hervormde Kerk. De kerk werd ingewijd op 25 februari 1878 door pastor William Waldrond Jackson, de bisschop van Antigua.